# 阿兹姆宫
阿兹姆宫（阿拉伯语：‎）是叙利亚大马士革的一座宫殿，兴建于1750年，为奥斯曼帝国大马士革省长阿萨德帕夏阿兹姆的官邸。现在是传统艺术博物馆。

## 建筑
该建筑是大马士革传统民居的一个很好的例子。该建筑群由两部分组成：“后宫”和“宾客区”（selamlik）。后宫是家庭成员居住的私人空间，包括厨房，仆人宿舍，和浴室，这是公共浴池的翻版，但是规模较小。宾客区包括正厅、接待厅，以及拥有大喷泉的巨大庭院。
这座宫殿的材料使用了多种石材，包括石灰石、砂岩、玄武岩和大理石，天花板使用绘有自然景色的木制面板。白色石灰石和黑色玄武岩交替使用，为“大马士革不朽石工的一个特点”
1925年叙利亚革命期间，阿兹姆宫遭到法国炮兵的严重破坏。目前已经修复，成为艺术和民俗博物馆，并于1983年获阿卡汗建筑奖。